# Wiebke Reitemeier
Wiebke Reitemeier (* 26. September 1974 in Göttingen) ist eine deutsche Juristin. Seit Januar 2023 leitet sie als Generalstaatsanwältin die Generalstaatsanwaltschaft Bremen.

## Ausbildung
Wiebke Reitemeier studierte Rechtswissenschaften an der Georg-August-Universität Göttingen. Dort promovierte sie 2001 zum Thema „Täuschungen vor Abschluß von Arbeitsverträgen : zum Verhältnis zwischen dem Straftatbestand des Betruges und dem Anfechtungsrecht wegen arglistiger Täuschung (§§ 263 Abs. 1 StGB, 123 Abs. 1 Alt. 1 BGB)“.

## Beruflicher Werdegang
Wiebke Reitemeier trat im Mai 2002 in den Staatsdienst ein und wurde Richterin auf Probe im Bezirk des Oberlandesgerichts Celle. Nach Tätigkeiten als Staatsanwältin, Zivil- und Jugendstrafrichterin wurde sie im Juli 2005 zur Staatsanwältin auf Lebenszeit bei der Staatsanwaltschaft Stade ernannt. Sie bearbeitete zunächst Verfahren der Organisierten Kriminalität und der Wirtschaftskriminalität. Ab Februar 2010 wurde sie zur Oberstaatsanwältin befördert und übernahm die Leitung einer Abteilung für Vermögensabschöpfung und Betäubungsmittelstrafsachen. Sie verfasste in dieser Zeit verschiedene Aufsätze und einen Leitfaden für die Ermittlungspraxis zum Thema Vermögensabschöpfung. Sie war zeitweise an die Generalstaatsanwaltschaft Celle und das Niedersächsische Ministerium der Justiz abgeordnet und leitete zudem neben ihrer Tätigkeit bei der Staatsanwaltschaft Stade verschiedene IT-Projekte. Wiebke Reitemeier wechselte im Herbst 2020 in die Bremer Behörde für Justiz und Verfassung und leitete dort die Abteilung für Straf- und Strafverfahrensrecht, Dienstaufsicht, Prävention und Rechtshilfe. Zum 1. Januar 2023 wurde sie zur Generalstaatsanwältin ernannt. Sie folgt damit auf Kirsten Graalmann-Scheerer.